# Убийство Элин Кранц
Элин Кранц (швед. Elin Krantz) ― шведка, которая была убита в районе Гётеборга Бископсгорден 26 сентября 2010 года двадцатитрёхлетним иммигрантом из Эфиопии Ефремом Йоханнесом. Перед убийством он также предпринял попытку изнасилования.
Йоханнес был признан виновным в убийстве и приговорён к 16 годам тюремного заключения и депортации после освобождения.

## Предыстория
26 сентября 2010 года Элин Кранц, возвращаясь после ночи, проведённой в Гётеборге, уснула в трамвае. Видеозапись с камер видеонаблюдения показала, что за Кранц последовал мужчина, который затем попытался изнасиловать её и впоследствии избил до смерти. Тело Кранц, покрытое гематомами, было обнаружено на следующий день в районе Бископсгорден в Гётеборге. 28 сентября на центральном вокзале Гётеборга предприняли операцию по задержанию Ефрема Йоханнеса, гражданина Эфиопии, имевшего вид на жительство в Швеции. Одежда и внешность Йоханнеса были схожи с видом мужчины, запечатлённым на камерах безопасности. Медицинская экспертиза показала, что образцы ДНК Кранц были найдены на одежде Йоханнеса, а ДНК Йоханнеса ― на её теле.

## Судебный процесс
Йоханнес был осуждён за убийство и покушение на изнасилование. В марте 2011 года он был приговорён к 18 годам тюремного заключения и последующей депортации. Однако из них он проведёт в заключении только 16 лет, поскольку к лицам, подлежащим депортации, в таких случаях применяется правило о снижении срока лишения свободы на два года. Этот приговор был обжалован в Королевском суде, поскольку обвиняемый заявлял о своей невиновности. Прокурор Стина Лундберг настаивала на квалификации деяния как изнасилования при отягчающих обстоятельствах и назначении в качестве меры наказания пожизненного заключения. Осенью 2011 года Апелляционный суд оставил в силе первоначальный приговор. Во время судебного разбирательства в Королевском суде появились новости о том, что жена и дети Йоханнеса покинули Европу из-за поступавших угроз их жизни. Родителям Элин Кранц, её пятерым братьям и сёстрам в совокупности была присуждена компенсация морального вреда размером в 60 000 евро.
Йоханнес был первоначально заключён в тюрьму супермаксимальной безопасности в Норртелье, но после нападения на сокамерника его перевели в тюрьму Сальбергонстальтен в городе Сала. Во время отбывания своего срока Йоханнес получил несколько предупреждений за нарушение дисциплины.
Элин Кранц была погребена на церковном кладбище в своём родном городе Фальчёпинге. В октябре 2010 года более тысячи человек собрались в районе, где было найдено её тело, чтобы почтить память убитой и протестовать против насилия.